# Péterváradi erőd
A péterváradi erőd (szerbül: Петроварадинска тврђава / Petrovaradinska tvrđava) másik nevén péterváradi vár, becenevén „a Duna Gibraltárja,” egy erődítmény a szerbiai Pétervárad városában, amely maga is Újvidék városi község része. Az erődegyüttes a Duna jobb partján található, és az Alföld délkeleti végén, a Tarcal-hegység legészakibb nyúlványát foglalja el, amelyet észak felől a Duna kanyarulata három oldalról is közrefog, legnagyobb tengerszint feletti magassága 125 méter. A stratégiailag kiemelkedő fekvésű helyszínen már az ókori rómaiak is építkeztek, ám legnagyobb szerepét a törökök elleni háborúkban kapta. Az erőd mai déli részének alapkövét 1692. október 18-án tette le Charles Eugène de Croÿ császári hadvezér, a munkálatokat 1783-ban fejezték be. A péterváradi erődrendszer területe 112 hektár, külső védelmi vonala 5200 méter hosszú, emellett számos alagúttal, valamint több mint 16 kilométernyi megőrzött földalatti folyosóval és ellenakna-rendszerrel rendelkezik.
1991-ben az erődöt felvették a Szerb Köztársaság nagy jelentőségű kulturális-történelmi területi egységeinek listájára. Újvidék egyik legfontosabb turisztikai nevezetessége, és 2000 óta Szerbia legnagyobb zenei fesztiváljának, az Exit Fesztiválnak is a helyszíneként szolgált, míg 2025-ben politikai nyomásra meg nem szüntették a rendezvényt.

## Története

### Korai története

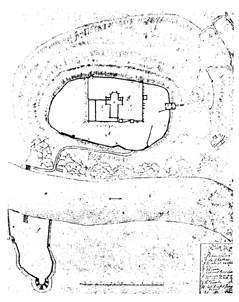
A középkori vár, közepén a nagy méretű templommal

A legújabb régészeti felfedezések nemcsak Pétervárad, hanem az egész régió történelmét új megvilágításba helyezték. A felső várnál egy korábbi, Kr. e. 19 000 és 15 000 közötti időszakra datált paleolitikus település maradványait tárták fel. Ezzel az új fejleménnyel megállapítást nyert, hogy ezen a helyen a paleolitikumtól napjainkig folyamatosan település volt. A 2005-ben végzett ásatások során a régészek egy másik jelentős leletre is rábukkantak. A korai bronzkorból (Kr. e. 3000 körül) származó maradványokat vizsgálva bástyákat tártak fel, amelyek arról tanúskodnak, hogy már akkoriban is létezett egy erődített település a jelenlegi erődítmény helyén.

### Magyar uralom alatt
A terület történetében a fordulópont 1235-ben következett be, amikor IV. Béla magyar király Franciaországból a ciszterci rend egy csoportját telepítette ide. Ez a szerzetesrend a római kori Cusum erőd maradványaira építette fel a bélakúti kolostort. A kolostor falai 1247 és 1252 között épültek, ezek szolgáltatták a későbbi vár alapját.
Károly Róbert 1308-ig, uralmának megszilárdításáig többnyire ebben a monostorban tartózkodott. Habsburg Albert király 1439-es oklevelében már castrumnak (erődítménynek) nevezik Péterváradot. Albert a monostor kegyúri jogát Garai László macsói bánnak adományozta. A vár, illetve monostor történetét ettől kezdve egész 1462-ig – amikor is Várday István kalocsai érsek lett a monostor kommendátora – a két macsói bánnak, Garai Lászlónak és Újlaki Miklósnak az erősség birtoklásáért folytatott küzdelme jellemzi.
A várat az egyre fenyegetőbb török invázió veszélye miatt erősítették meg. 1521-ben Nándorfehérvár elfoglalása után Pétervárad lett a déli végvárrendszer legfontosabb eleme, amely az utolsó lényeges akadályt jelentette a törökök előtt, hogy az ország belsejébe juthassanak. Szulejmán szultán 1526-ban indította meg a nagy hadjáratát a Magyar Királyság ellen, és seregének mintegy kétharmada, közel 40 000 fő Pargali Ibrahim pasa vezetésével ostrom alá vette Pétervárad várát, melyet mindössze 2000 magyar és 1000 szerb védett, illetve a visszavonuló Tomori Pál kalocsai érsek 2000 fős csapata egészített ki.

Az 1526. július 12-én megkezdődő ostrom során az Alapy György vezette védők több rohamot is visszavertek a 150 ágyú tüzérségi támadását is elhárították, ám a török aknászok sikeresen felrobbantották az egyik bástyát, így július 28-án Pétervárad elesett. Tomori nem tudott érdemben segíteni, így 4000 fősre duzzadt seregével visszavonult a hátország védelmének megszervezésére. Még aznap egyesült a török sereg, és továbbvonultak a Duna mentén, és 1 hónappal később, augusztus 29-én a mohácsi csatában végzetes vereséget mértek a magyar főseregre.

A péterváradi lakosok már korábban a közeli mocsarakban kerestek menedéket, így amikor a Budáról visszavonulva kettéváló török sereg itt akart volna a Dunán átkelni és egyesülni, komoly ellenállásba ütközött. Október 2-án az összecsapásban a törökök több embert vesztettek, mint a mohácsi csatában, ám a túlerejük győzött, és október 12-én átkeltek a Dunán, és elhagyták a feldúlt országot.

### A Habsburg–török háborúk idején

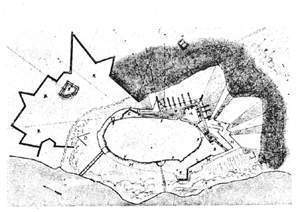
Az egy év alatt, 1693-ra kiépített erődítések

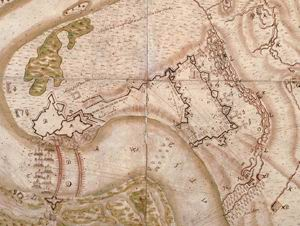
Az erődítmények bővítése 1694-re

Az Ausztriába való 1683-as betörés és Bécs sikertelen ostroma után a török hadsereg megkezdte visszavonulását, és a nagy török háborúban elszenvedett vereségek sorozata után a legtöbb várost, így Péterváradot is feladta. A 27 gyalogzászlóaljból és 77 lovasszázadból álló császári osztrák fősereg 1688. július 18-án érkezett meg a várhoz, amely így közel 150 év után került más fennhatóság alá. E sereg jelenlétében mintegy 3000 katonát vezényeltek át, hogy annak megerősítésén dolgozzanak. Csak a falakat javították ki, és egy négyszintes árkot építettek a mai Alsóváros helyén, amely előtt egy vízzel teli árok húzódott, és hét elhagyott és felgyújtott ház is állt. Egy pontonhidat is felállítottak a Dunán, amely fontos szerepet kapott a haderő utánpótlásának biztosításában. A törökök  kiűzése után megkezdődött a régi középkori vár lebontása, hogy a legmodernebb erődítményépítési rendszer szerint kezdjék meg egy új erődítmény építését. A törökök, akik mindenképpen vissza akarták szerezni az elveszített erődöt, ezalatt előkészítették az ellentámadásukat.
1692-ben az Udvari Haditanács mérnököket rendelt Péterváradra, hogy vizsgálják meg a területet egy új erőd építése érdekében. Keysersfeld gróf anyagi és személyi támogatást is kapott ehhez. Az erőd első terveit Mathias Keyserfeld gróf mérnök ezredes, majd Luigi Ferdinando Marsigli gróf tervezte. A terepi munkálatokat Michael Wamberg mérnök ezredes vezette, aki 1703-ban halt meg, és a ferences kolostor templomában temették el, amely ma a mai katonai kórház részeként szolgál.
1694. szeptember 9-én Sürmeli Ali pasa nagyvezír és serege Belgrádból megérkezett az erőd alá, melyet Aeneas Sylvius von Caprara tábornok védelmezett. Az ostrom 23 napig tartott, azonban az októberi rossz időjárási viszonyok arra kényszerítették a török erőket, hogy a feladatuk befejezetlenül hagyásával visszavonuljanak Belgrád felé.
Az osztrákok 1697. szeptember 11-i hatalmas győzelme Savoyai Jenő herceg parancsnoksága alatt Zentánál  azt eredményezte, hogy megteremtődtek a feltételek az 1699-es karlócai béke megkötéséhez, melyet az erőddel szomszédos faluban kötöttek meg.
A törökök ezt a békét nem szánták tartósnak, és 1714-ben háborút indítottak Velence ellen. A háború iránti osztrák érdektelenség, valamint az osztrákok által a Velencei Köztársaság érdekében a törököknek javasolt háborús jóvátétel mind-mind casus belliként szolgáltak az Ausztria elleni török agresszió kiújulására. A közelgő ütközetre való felkészülés érdekében Savoyai Jenő herceg elrendelte az osztrák csapatok Futak köré történő összpontosítását gróf Pálffy János ideiglenes parancsnoksága alatt, maga a herceg július 9-én személyesen érkezett meg. A teljes osztrák hadsereg létszáma 76 000 fő volt. Közben a török hadsereg 150 000 katonát összpontosított Belgrádnál. Az osztrák és a török seregek közötti döntő ütközetre, a péterváradi csatára 1716. augusztus 5-én került sor. Az osztrákokat  Savoyai Jenő vezette, a törökök pedig Damat Ali pasa nagyvezír parancsnoksága alatt álltak. Az osztrák sereg hatalmas győzelme a Közép-Európát fenyegető török veszély végét jelentette. A sikeres keresztény hadak ezután visszafoglalták Temesvárt, majd Belgrádot.

### A modern erődítmény kiépítése
Mivel a Habsburg-török határ a Szerémségből Közép-Szerbiába tolódott át, az erőd a hátországba került, így jelentősége is lecsökkent. Az építkezések lelassultak, és 1728-ra teljesen leálltak. Egészen 1753-ig csak a legszükségesebb javításokat végezték el, és egyetlen megkezdett épületet sem fejeztek be. Az Udvari Haditanács bizottságának 1735-ös jelentése szerint a szarvmű keleti oldala nyitva volt, az alsó erődítmény földsáncai pedig elhanyagolták és félig elpusztultak. Javasoltak egy tervet e hiányosságok orvoslására, de nem történt előrelépés.
Az erődön 1753-ban megkezdett munkálatok alapvetően változtatták meg a Víziváros kinézetét, a felső erőd, a szarvmű és a hídfő pedig elkészültek. A régi, korszerűtlen létesítmények helyén új kaszárnyákat, lőporraktárakat, illetve ágyútornyokat építettek fel. Ezeket a munkálatok 1766-ig húzódtak. Schroeder őrnagy és hadmérnök irányításával 1764-ben megkezdődött a 16 kilométer hosszúságú föld alatti ellenakna-rendszer kiépítése, amely egészen 1776-ig tartott. Hivatalosan az utolsó munkálatokat 1780-ban fejezték be, de a gyakorlatban 1790-ig meghosszabbították, így Pétervárad az egész Habsburg Birodalom legmodernebb és legerősebb erődjévé vált. Az akkori fegyverzet 400 különböző kaliberű tüzérségi eszközből állt, ami az akkori viszonyokhoz képest rendkívüli nagy számnak számított.

### A 19. század első felében

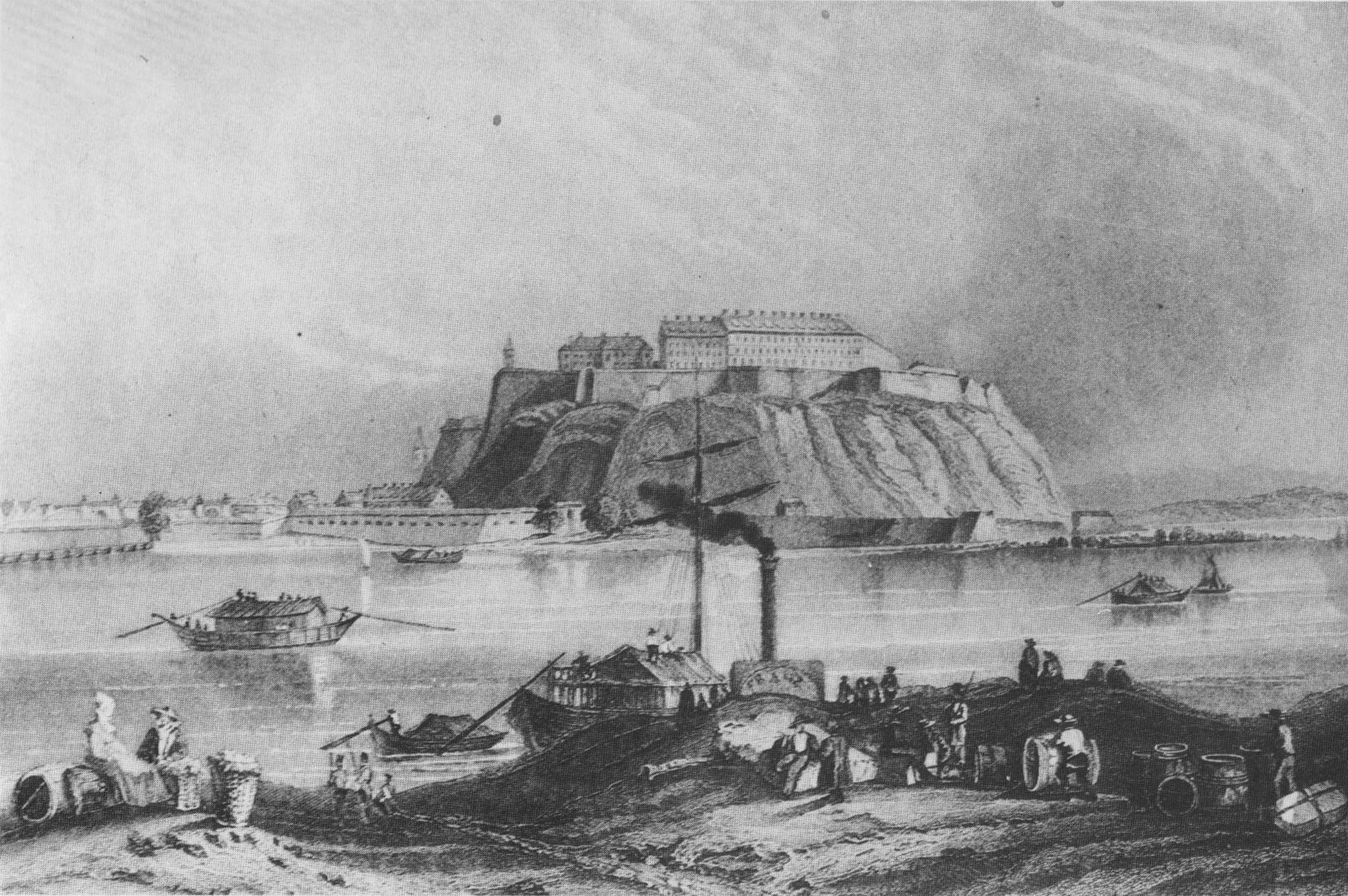
1830 körül

Újvidék polgárai, akik segíteni akarták az első szerb felkelést, aranypénzzel fizettek megvesztegetett osztrák tiszteknek, és sikerült két ágyút kicsempészniük az erődből. Az első szerb felkelés összeomlása után annak vezetőjét, Petrović Đorđe Karađorđét, a felkelés néhány más vezetője mellett, a péterváradi erődbe börtönözték be.
Ahogy a 18. században, úgy a 19. században, azaz az 1750-es megalakulásától 1880-ig a péterváradi ezred egységei összesen 30 háborúban és több mint 140 csatában vettek részt, amelyeket a Habsburg Birodalom Európa-szerte vívott.
Az 1827-es és 1832-es nagy árvizek után egy kisebb erődítményt (szigetsánc) süllyesztettek a Dunába, amelyet a Nagy Hadiszigeten építettek.

### Szerepe az 1848-49-es szabadságharcban
Az 1848-ban a népek tavasza során a birodalmat felborító forradalmi események nem kerülték el sem Péterváradot, sem Újvidéket. Az erőd parancsnoka, Hrabovszky János a környező többi nagy erőddel szemben nem állt át a Habsburgok oldalára, hanem a magyar kormányhoz maradt hű. A délvidéki szerb felkelés miatt az erőd szerepe jócskán felértékelődött. Hrabovszky hatásköre június 10. után már csak a péterváradi erőd katonaságára terjedt ki, mivel a karlócai ütközet után a határőrök többsége átállt a felkelőkhöz. Július 7-én kinevezték a budai főhadparancsnokság élére, utóda a péterváradi főhadparancsnokság élén Blagoevich Imre altábornagy lett. Kossuth Lajos eredetileg Kiss Ernő tábornokot akarta megbízni Pétervárad és a délvidéki hadsereg irányításával, ám nem várta be Kiss válaszát, mert december 25-én arra a hírre, hogy az ottani főhadparancsnokság még mindig a császári hadügyminisztériummal levelez, utasította a hadügyminisztériumot: bízza meg Csuha Antalt a péterváradi főhadparancsnokság ideiglenes vezetésével. 1849. január 9-től nevezték ki honvéd vezérőrnaggyá. Bécs reakciója sem késett: a szerb felkelők és a horvátok ostromzár alá vették az erődítményt. Márciusban aláírta a kapitulációt, az őrség hangulatára hivatkozva azonban mégsem adta át a várat a császáriaknak.
Csak Perczel Mór tábornoknak sikerült felmentenie a várat 1849 áprilisában. Április 17-én Csuhát felmentették beosztásából és rövidesen nyugalmazták. Perczel ekkor a testvérét, Miklóst szerette volna kineveztetni parancsnoknak, viszont 1849. június 5-én Vukovics Sebő miniszter javaslatára Kiss Pál kapta meg a péterváradi erőd parancsnokságát, ami némi feszültséget okozott a vezérkarban. A kátyi csata (1849. június 7.) után a város szülötte, Josip Jelačić horvát bán csapatai ismét körülzárták a várat. 1849. június 12-én Újvidékre bevonulva kiváltották a helyőrség reakcióját, amely tüzérségi tüzet zúdított a városra és szinte teljesen lerombolta azt.
Joseph von Puffer császári vezérőrnagy ekkor juttatta el báró Julius Jacob von Haynau főparancsnok levelét a péterváradi erőd parancsnokának, Kiss Pál vezérőrnagynak, amelyben a császári táborszernagy tudatta, hogy Görgei letette a fegyvert, és az aradi vár is meghódolt. Kijelentette, hogy „nincs kifogásom az ellen, hogy a várparancsnokság küldöttek által az általam felhozott tények valódiságáról személyesen is meggyőződjék”. A várparancsnok Tóth József alezredest és olisói Gabányi István századost jelölte ki, hogy tájékozódjanak a helyzetről. A tiszti küldöttség már elindult, amikor Kiss megkapta Görgei levelét, amelyben a felesleges vérontás elkerülését és megadást szorgalmazta. A levél hatására a várban haditanácsot tartott, amelyen nem csak a tisztek, hanem az altisztek és a legénység küldöttei is jelen voltak. A tábornok a mielőbbi kapitulációt javasolta, ám a legénység azt kérte, saját soraiból is menesszenek küldöttséget, amit a tisztek elfogadtak.
Miután tájékozódott küldöttségük a helyzetről, a  megadási feltételekről hosszas vita folyt. Kiss a feltétel nélküli megadásban, és az ezért esetleg kijáró kegyelemben bízott, a Kossuth Lajos által a várba hadmérnöki főnökké kinevezett Hollán Ernő ezredes kedvező feltételek kicsikarása mellett kardoskodott, azzal érvelve, hogy a jól felszerelt várnak jók a tárgyalási esélyei, mivel akár még egy négy hónapig elhúzódó ostromot is kibírnának. A tárgyalások során elérte, hogy a majdani komáromi kapitulációs feltételeket rájuk is terjesszék ki. A vár védői szóbeli ígéretet kaptak a teljes körű kegyelemre, s hogy a komáromihoz hasonló feltételekre számíthatnak. Végül Kiss Pál parancsnoksága alatt a vár 1849. szeptember 7-én feltétel nélkül kapitulált, közel egy hónappal a világosi fegyverletétel után, ezzel Pétervárad volt az utolsó előtti hely, amely megadta magát, ezt követően már csak a Klapka György vezette komáromi vár tartott ki, de október elején ők is megadták magukat.
A honvédség IX. hadteste, azaz 5800 főnyi katonaság tette le a fegyvert, 200 tábori és várágyú került a császáriak kezébe. A legénység még aznap, vagy az elkövetkezendő napokban szabadon elvonulhatott, ám a korábban a császári seregben szolgálókat feleskették az uralkodóra, és visszasorozták őket.. Kiss Pált és a tisztek egy részét (180 fő) november 7-éig fogva tartották.
A vár eleste után Kiss Pált továbbra is fogva tartották, mivel a megtorlást vezénylő Haynau a várparancsnokokat a legsúlyosabb büntetés kiszabásával akarta büntetni. Kiss Pált a péterváradi rendkívüli haditörvényszék elé állították, mely 1849. december 15-én kimondta rá a halálos ítéletet. Ferenc József azonban 1849. december 3-án meghozta rendkívüli kegyelmi rendeletét, amely még időben megérkezett a péterváradi hadbíróságra is, és ezért Kiss Pál életben maradt, majd szabadon távozhatott.

### Az első világháborúban
A szarajevói merénylet után a hatóságok hozzáállása a szláv lakossághoz nagymértékben romlott. Az első világháború kitörése után a szerb hadsereg 1914-es szerémségi áttörése miatt nagyszámú szerb letartóztatására került sor. Legtöbbjüket Péterváradra internálták és már előkészített táborokban helyezték el. A táborban több mint 2000 ember volt. Néhányukat hazaárulással vádolták és hadbíróság elé állították. Halálra ítélték őket, és 1914. október 14-én agyonlőtték őket. Három nappal később a bíróság további 37 embert ítélt halálra, akiken azonnal halálbüntetést hajtottak végre. Szintén itt tartották fogva Josip Brozt, a legfiatalabb osztrák-magyar altisztet, aki a második világháborút követően Tito néven Jugoszlávia elnöke lett. Rumában ugyanis azt mondta, hogy inkább megadná magát az oroszoknak, mint harcolna ellenük, és ez háborús propagandának minősült.
Pétervárad az egyik legfontosabb közlekedési csomópont lett, ahol az osztrák-magyar erők a Dunán átkelve váltották egymást. 1883 óta a Budapest–Zimony vasútvonal itt kelt át a Dunán, és a híd után egy az erőd alatt keresztülfúrt alagúton haladt át.  Mivel az 1788 óta használt pontonhíd nem volt elegendő a hadsereg folyamatos utánpótlásának biztosítására, ideiglenes hidat építettek, ez volt az ún. Potiorek-híd. A híd elektromos világítással rendelkezett, és száz katona őrizte.
A háború alatt nagyszámú foglyot szállásoltak el a balkáni és az olasz frontról, és ingyen munkaerőnek használták őket a Duna jobb partján lévő töltés építéséhez. A  katonai kórházban nagyszámú sebesült et láttak el, és egy ideig a fellegvár volt a front főparancsnokságának a főhadiszállása.
A szaloniki front áttörése és Szerbia felszabadítása után a szerb hadsereg folytatta az előrenyomulást észak felé, és 1918. november 9-én a Vojislav Bugarski őrnagy parancsnoksága alatt álló szenegáli francia gyarmati csapatokkal együtt bevonult Péterváradra.

### A két világháború között
Az első világháború utáni első években az erődítmény szerep nélkül maradt a Duna bal partján. Még 1919-ben az akkori újvidéki városvezető, Jovan Živojnović bejelentette, hogy az új katonai hatóságoktól kérni fogja az újvidéki hídfő átadását a városnak. Az újságok akkor azt írták, hogy „eltűnik a fekete-sárga uralom egyik jellegzetes maradványa ezeken a részeken, és ezzel egy időben a fertőző kanyaró alom, amely megmérgezte a sétány levegőjét és hozzájárult a rossz közérzetű betegségekhez, amelyekről Újvidék ismertté vált.” A történelmi hídfővel együtt a barokk Nepomuki Szent János-kápolna is a bontás áldozata lett, a helyén építették ki a város első állandó közúti hídját, mely Újvidék és Pétervárad központját kötötte össze. A jobb parti hídfőnél is komoly bontásokat kellett emiatt elvégezni, és a történelmi barokk belvároson is keresztülvezették az utat.
Nem sokkal a második világháború előtt, 1939-ben a Kamanc és Pétervárad városa közötti út további bővítésén dolgoztak. A Duna jobb partja mentén lebontották a vízi védművek egy részét és a belső kőkaput, a Belgrádi kapu előtt pedig az erődítések egy részét. A bontásokról készült ritka fotókon kívül Rudolf R. Schmidt egy írásos tanúvallomást is hátrahagyott. Ő akkoriban azt vette észre, hogy az erődöt túlságosan megbontják, és nem tartotta eléggé indokoltnak az említett út megépítését, és jobb megoldásnak tűnt számára, hogy az út az erődöt megkerülve, azaz a Tranjamenten keresztül vezet, és így az erőd egyes részeinek bontási költségei is csökkennének. Schmidt számtalan kisebb sérülésről is tanúskodik a falakon „az egyének önkényes bánásmódja miatt”. Véleménye szerint a péterváradi erőd a történelmi és tudományos jelentőségén túl Újvidék legmarkánsabb látványossága lehetne, ami „sok turisztikai jelentőséget hozhat, és meg kellene őrizni mindenféle sérüléstől,” a belgrádi erőd és a Kalemegdan pedig példaként szolgálhatna arra, hogy mit lehetne tenni egy volt katonai létesítményből a parkká alakításával. Schmidt többek között arról is tájékoztat, hogy milyen sorsra juthatott volna az erőd, ha nem alakul másként a történelem. Szavai szerint ugyanis a Habsburg Monarchia egykori erődítményei, amelyek az első világháború után elvesztették katonai jelentőségüket (Eszék, Brod, Károlyváros, és Pancsova erődjei), elpusztultak, vagy jelentős visszabontásokat szenvedtek el. Végül Dragoš Đeloševič vezérkari ezredesnek köszönhetően Pétervárad elkerülte ezt a sorsot.

### A második világháborúban
A második világháború előtt az erődben és közvetlen környezetében egy betonból épített bunkert építettek a géppuska és az azt kiszolgáló legénység elhelyezésére. Jugoszlávia 1941-es megszállása után a Duna határfolyó lett, így Pétervárad az újonnan alakult Független Horvát Állam része lett, míg a túlparti Újvidék már a Magyar Királysághoz tartozott. Az erődben kapott helyet a pilótaiskola, a légvédelem és később az SS-csapat parancsnoksága. Az erődből számos sikertelen hadműveletet indítottak a Nemzeti Felszabadító Hadsereg Fruška Gorában rejtőzködő partizánjainak megsemmisítésére. 1944 szeptemberére a helyőrség több mint fele átállt a Népi Felszabadító Hadsereg oldalára.

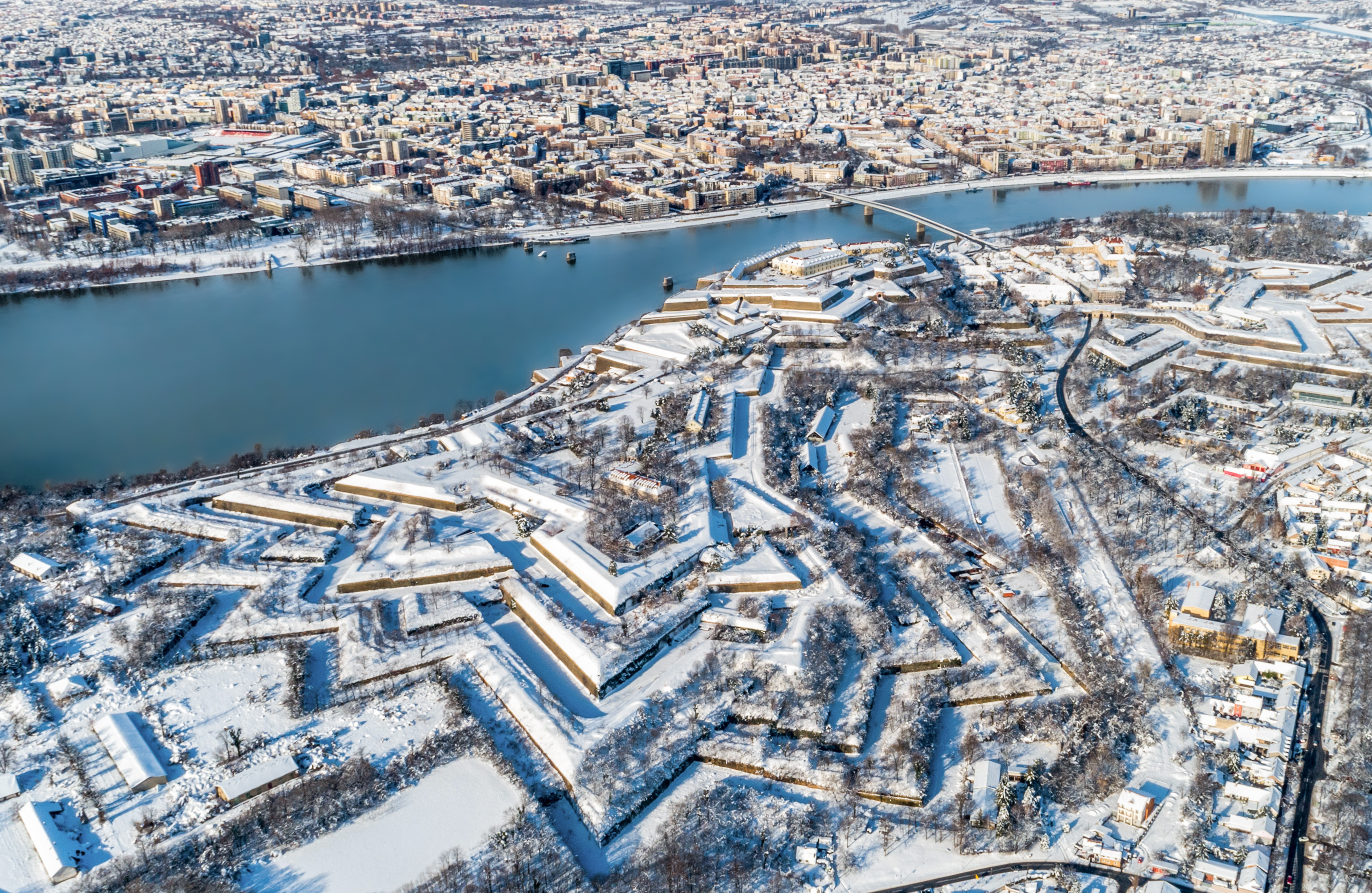
A téli erőd, a háttérben Újvidék belvárosával

### A második világháborútól napjainkig
Az erőd létesítményeinek új felhasználására vonatkozó első ötleteket Branko Maksimović építész fogalmazta meg még 1937-ben. Újvidék koncepcionális szabályozási terve szerint a város területén nem lehetett reprezentatív központot építeni. Ezt a reprezentatív központot Maksimović a péterváradi erőd északi részére, azaz a Vízivárosba helyezte volna el, ahol a jövőbeli monumentális épületeket szánta volna.
A második világháború után, 1948-ban az erődöt állami védelem alá helyezték. A köztársaság napján, 1951. november 29-én nyitották meg először az állampolgárok előtt az erőd legnagyobb részét, amelyet közvetlenül előtte átadtak Újvidék Város Önkormányzata Nemzeti Bizottságának kezelésébe. Már a következő 1952-ben megalakult a Péterváradi Erőd Városi Igazgatósága, amelynek vezetője Andrija Secuj építész volt. Alig egy évtizedes munka után, 1962-ben ezt az adminisztrációt beolvasztották a „Városi Zöldek” városi szervezetbe, amely 1981-ig működött. Abban az évben az erőd visszakerült a város fennhatósága alá, és Újvidék Város Képviselő-testületének tulajdonaként és közérdekű kulturális értékként jegyezték be.
1988-ban a RO „Urbanizm” kidolgozta a részletes városrendezési tervét, és kiterjedt dokumentáció készült annak állapotáról. Az erőd állapotára vonatkozó általános következtetést három szóra redukálták: „a helyzet rossz”. A korábbi igazgatás elemzéséből kiderült, hogy a fenntartás messze a leghatékonyabb a polgári hatóságoknak való átadás után volt, amikor független vezetőség működött, tapasztalattal rendelkező vezetőkkel. Az akkori helyzetet, amelyben az erőd minden használója a saját igényeiről gondoskodott, és senki sem koordinálta és gondozta az egész komplexumot, az épületre nézve pusztítónak ítélték. Az újvidéki városi közgyűlés döntése alapján 1991 végén létrehozták a „Péterváradi Erőd” Közvállalatot, amelyre az objektum kezelését és használatát bízták. Ezzel egyidejűleg a városi közgyűlés elfogadta a vár részletes rendezési tervét is, amely ennek a vállalatnak a tevékenységét irányította.

## Fordítás
- Ez a szócikk részben vagy egészben  a(z)   Петроварадинска тврђава című szerb Wikipédia-szócikk ezen változatának fordításán alapul.  Az eredeti cikk szerkesztőit annak laptörténete sorolja fel. Ez a jelzés csupán a megfogalmazás eredetét és a szerzői jogokat jelzi, nem szolgál a cikkben szereplő információk forrásmegjelöléseként.
- Ez a szócikk részben vagy egészben  a   Petrovaradin Fortress című angol Wikipédia-szócikk ezen változatának fordításán alapul.  Az eredeti cikk szerkesztőit annak laptörténete sorolja fel. Ez a jelzés csupán a megfogalmazás eredetét és a szerzői jogokat jelzi, nem szolgál a cikkben szereplő információk forrásmegjelöléseként.